# الصندوق العالمي للمرأة
الصندوق العالمي للمرأة هو مؤسسة غير ربحية تُمول مبادرات حقوق الإنسان للمرأة. أسستها النيوزيلندية Anne Firth Murray (أنّ فيرث موراي) في 1987، وشاركت في تأسيسها Frances Kissling (فرانسيس كيسلينغ) وLaura Lederer (لورا ليديرر) لتمويل مبادرات النساء في أنحاء العالم. يقع مقرها الرئيسي في سان فرانسيسكو، كاليفورنيا. منذ 1988، منحت المنظمة أكثر من 100 مليون دولار كمساعدات لأكثر من 4,000 منظمة تدعم حقوق المرأة التقدمية في أكثر من 170 دولة.

## نبذة تاريخية
منح صندوق المرأة العالمي مساعدات أولية للمنظمات في 1988 لثمانية مستفيدين بمجموع بلغ 31,000 دولار.
في سبتمبر 1996، تقاعدت Murray (موراي) وخلفتها Kavita N. Ramdas (كافيتا رامداس). أنهت Ramdas (رامداس) فترة 14 عام لدى الصندوق العالمي في سبتمبر 2010، وخلفتها Musimbi Kanyoro (موسيمبي كانيورو) في أغسطس 2011.
في سبتمبر 2005، أنشأ الصندوق العالمي للمرأة صندوق الإرث، والذي يُعتبر أكبر تبرع في العالم مخصص حصريًا لحقوق المرأة. يتبرع الصندوق بأكثر من 8.5 مليون دولار سنويًا للمنظمات التي تقودها النساء.

## الملف الشخصي
الصندوق العالمي للمرأة هو مؤسسة مانحة والذي يدعم المجموعات التي تعمل على تطوير حقوق الإنسان للنساء والفتيات. يؤازرون ويدعمون حقوق الإنسان للمرأة بالقيام بالمساعدات لدعم مجموعات النساء حول العالم.
تُجمع الأموال التي تدعم الصندوق العالمي للمرأة من مصادر متنوعة وتُمنح للمنظمات التي تقودها النساء التي تُعزز الأمن الاقتصادي، الصحة، الأمان، التعليم والقيادة للنساء والفتيات.
يقبل الصندوق العالمي للمرأة عروض المساعدات بأي لغة وبأي شكل.

## قضايا ومبادرات
- إمكانية التعليم[7]

- المشاركة المدنية والسياسية[8]

- العدالة الاقتصادية والبيئية[8]
- الصحة والحقوق الجنسية[8]
- السلام والعنف بين الجنسين[8]
- الأعمال الخيرية للتغيير الاجتماعي[8]
- تفكيك عسكرة النساء[8]

## الإصدارات
يصدر الصندوق العالمي للمرأة تقريرًا سنويًا عن وضعهم المالي، معلومات عن الشركاء الذين تلقوا المساعدات، وعرفان بالمتبرعين. يحتوي التقرير أيضًا على أفكار، إحصائيات وخطط عن وضع النساء والفتيات حول العالم.
يصدر الصندوق العالمي للمرأة أيضًا «تقارير التأثير» تركز على قضايا معينة تؤثر على النساء والفتيات.